# Nazionale maschile under 23 di calcio degli Emirati Arabi Uniti
La nazionale di calcio degli Emirati Arabi Uniti Under-23 è una delle rappresentative giovanili degli Emirati Arabi Uniti ed è posta sotto l'egida della Federazione calcistica degli Emirati Arabi Uniti.

## Giochi Asiatici
| Giochi Asiatici | Giochi Asiatici  | Giochi Asiatici | Giochi Asiatici | Giochi Asiatici | Giochi Asiatici | Giochi Asiatici | Giochi Asiatici |
| Anno            | Risultato        | GP              | W               | D               | L               | GF              | GA              |
| --------------- | ---------------- | --------------- | --------------- | --------------- | --------------- | --------------- | --------------- |
| 1951 to 1982    | Non partecipanti | -               | -               | -               | -               | -               | -               |
| 1986            | Quarti di finale | 8               | 3               | 2               | 0               | 7               | 4               |
| 1990            | Non qualificata  | -               | -               | -               | -               | -               | -               |
| 1994            | Quarti di finale | 4               | 1               | 2               | 1               | 6               | 5               |
| 1998            | Secondo turno    | 4               | 1               | 1               | 2               | 5               | 10              |
| 2002            | Fase a girone    | 3               | 1               | 1               | 1               | 3               | 4               |
| 2006            | Fase a girone    | 3               | 0               | 1               | 2               | 3               | 7               |
| 2010            | Secondo Posto    | 7               | 4               | 2               | 1               | 9               | 2               |
| 2014            | Quarti di finale | 4               | 2               | 0               | 2               | 8               | 3               |
| 2018            | Terzo Posto      | 7               | 1               | 3               | 3               | 9               | 9               |
| 2022            | Non qualificata  | -               | -               | -               | -               | -               | -               |
| Totale          | 8/19             | 40              | 13              | 12              | 12              | 50              | 44              |

## Coppa d'Asia AFC Under-23
| Coppa d'Asia AFC Under-23 | Coppa d'Asia AFC Under-23 | Coppa d'Asia AFC Under-23 | Coppa d'Asia AFC Under-23 | Coppa d'Asia AFC Under-23 | Coppa d'Asia AFC Under-23 | Coppa d'Asia AFC Under-23 | Coppa d'Asia AFC Under-23 |
| Anno                      | Posizione                 | GP                        | W                         | D                         | L                         | GF                        | GA                        |
| ------------------------- | ------------------------- | ------------------------- | ------------------------- | ------------------------- | ------------------------- | ------------------------- | ------------------------- |
| 2014                      | Quarti di Finale          | 4                         | 1                         | 2                         | 1                         | 2                         | 2                         |
| 2016                      | Quarti di Finale          | 4                         | 2                         | 1                         | 1                         | 5                         | 5                         |
| 2018                      | Non Qualificato           | -                         | -                         | -                         | -                         | -                         | -                         |
| 2020                      | Quarti di Finale          | 4                         | 1                         | 2                         | 1                         | 4                         | 6                         |
| 2022                      | Fase a Gironi             | 3                         | 1                         | 0                         | 2                         | 3                         | 4                         |
| 2024                      | Fase a Gironi             | 3                         | 0                         | 0                         | 3                         | 1                         | 5                         |

## Coppa delle Nazioni del Golfo Under-23
| Coppa delle Nazioni del Golfo Under-23 | Coppa delle Nazioni del Golfo Under-23 | Coppa delle Nazioni del Golfo Under-23 | Coppa delle Nazioni del Golfo Under-23 | Coppa delle Nazioni del Golfo Under-23 | Coppa delle Nazioni del Golfo Under-23 | Coppa delle Nazioni del Golfo Under-23 | Coppa delle Nazioni del Golfo Under-23 |
| Anno                                   | Posizione                              | GP                                     | W                                      | D                                      | L                                      | GF                                     | GA                                     |
| -------------------------------------- | -------------------------------------- | -------------------------------------- | -------------------------------------- | -------------------------------------- | -------------------------------------- | -------------------------------------- | -------------------------------------- |
| 2008                                   | Non Partecipanti                       | -                                      | -                                      | -                                      | -                                      | -                                      | -                                      |
| 2010                                   | Campioni                               | 4                                      | 3                                      | 1                                      | 0                                      | 6                                      | 2                                      |
| 2011                                   | Secondo Posto                          | 4                                      | 2                                      | 1                                      | 1                                      | 9                                      | 4                                      |
| 2012                                   | Terzo Posto                            | 4                                      | 2                                      | 1                                      | 1                                      | 9                                      | 4                                      |
| 2013                                   | Fase a Gironi                          | 2                                      | 0                                      | 1                                      | 1                                      | 1                                      | 4                                      |
| 2015                                   | Quarto Posto                           | 3                                      | 1                                      | 1                                      | 1                                      | 3                                      | 2                                      |

## Rosa Attuale
- Squadra convocata per la WAFF U-23 Championship 2025[1]

.
| N. | Pos. | Giocatore              | Data nascita (età)         | Pres.      | Squadra         |
| -- | ---- | ---------------------- | -------------------------- | ---------- | --------------- |
| 1  | P    | Saeed Maqdami          |                            | {{{caps}}} |                 |
| 2  | D    | Mubarak Zamah          | 29 novembre 2003 (21 anni) | {{{caps}}} | Al-Jazira       |
| 3  | C    | Zayed Khamis           | 16 novembre 2004 (20 anni) | {{{caps}}} | Al-Jazira       |
| 4  | D    | Hamdan Saeed Basweidan | 26 dicembre 2006 (18 anni) | {{{caps}}} | Shabab Al-Ahli  |
| 5  | D    | Khamis Al-Mansoori     | 15 gennaio 2004 (21 anni)  | {{{caps}}} | Baniyas         |
| 6  | C    | Matar Al-Shamsi        | 3 maggio 2005 (19 anni)    | {{{caps}}} | Sharjah         |
| 7  | A    | Saif Salem             | 7 ottobre 2003 (21 anni)   | {{{caps}}} | Hatta Club      |
| 8  | C    | Ali Al-Blooshi         |                            | {{{caps}}} |                 |
| 9  | A    | Eisa Khalfan           | 12 marzo 2003 (22 anni)    | {{{caps}}} | Al-Ain          |
| 10 | C    | Eid Al-Hammadi         | 31 agosto 2005 (19 anni)   | {{{caps}}} | Al-Ain          |
| 11 | C    | Mohammed Al Hammadi    |                            | {{{caps}}} |                 |
| 12 | D    | Mansour Al-Balushi     | 19 gennaio 2005 (20 anni)  | {{{caps}}} | Al-Ain          |
| 13 | C    | Youssef Al-Marzooqi    | 7 marzo 2005 (20 anni)     | {{{caps}}} | Al-Jazira       |
| 14 | D    | Solomon Sosu           | 5 marzo 2005 (20 anni)     | {{{caps}}} | Al-Ain          |
| 16 | A    | Junior Ndiaye          | 29 marzo 2005 (19 anni)    | {{{caps}}} | Montpellier     |
| 17 | P    | Adli Mohamed           | 25 giugno 2005 (19 anni)   | {{{caps}}} | Southampton     |
| 18 | A    | Mansoor Al-Menhali     | 29 marzo 2003 (21 anni)    | {{{caps}}} | Al-Wahda        |
| 19 | C    | Mayed Al-Awani         | 6 maggio 2003 (21 anni)    | {{{caps}}} | Sharjah         |
| 20 | C    | Saif Al-Menhali        | 1º febbraio 2003 (22 anni) | {{{caps}}} | Baniyas         |
| 21 | A    | Hazem Mohammad         | 18 marzo 2005 (20 anni)    | {{{caps}}} | Al-Ain          |
| 23 | D    | Ghaith Al-Musharrkh    | 25 marzo 2006 (18 anni)    | {{{caps}}} | Shabab Al-Ahli  |
| 24 | C    | Anthony Khayat         | 13 febbraio 2007 (18 anni) | {{{caps}}} | Fursan Hispania |
| 26 | A    | Yannick Müller         | 12 luglio 2007 (17 anni)   | {{{caps}}} | Karlsruhe       |